# Rund um die Hainleite
Rund um die Hainleite was een Duitse wielerklassieker. Op 18 augustus 1907 werd de wedstrijd voor de eerste maal gereden. Start en finish liggen in Erfurt in de deelstaat Thüringen. De wedstrijd overleefde twee wereldoorlogen en de DDR-tijd. In 2007 was de wedstrijd aan zijn 84e en laatste editie toe. In 2008 werd de koers als slotetappe in de Ronde van Thüringen voor U23-renners opgenomen.
Rund um die Hainleite maakte deel uit van het UCI Continentaal Circuit, en was daarin gewaardeerd met de status van 1.1-wedstrijd.

## Parcours
In 1907 namen 19 renners deel aan een wedstrijd over 250 kilometer, waarvoor een tijdslimiet gold van 14 uur. De winnaar, Willi Ochs, had uiteindelijk 11 uur en 32 minuten nodig. De deelnemers hadden zich onderweg gewoon te houden aan het verkeersreglement.
In 1925 kende de wedstrijd zijn maximale lengte van 318 kilometer. De laatste edities waren teruggebracht naar ongeveer 185 kilometer. In de finale lag de steile beklimming van de Arnstädter Hohle in het Erfurter Steigerwald, waar vijf plaatselijke ronden de beste renner naar voren bracht.

## Lijst van winnaars

### Meervoudige winnaars
| Overwinningen | Renner                | Land                           | Jaren              |
| ------------- | --------------------- | ------------------------------ | ------------------ |
| 3             | Mario Kummer          | Duitse Democratische Republiek | 1981 + 1986 + 1996 |
| 2             | H. Schröckel (Erfurt) | Duitse Keizerrijk              | 1908 + 1909        |
| 2             | R. Marks              | Duitse Democratische Republiek | 1965 + 1968        |

### Overwinningen per land
| Overwinningen | Land                                                  |
| ------------- | ----------------------------------------------------- |
| 28            | Duitsland                                             |
| 25            | Duitse Democratische Republiek                        |
| 2             | België                                                |
| 1             | Denemarken, Italië, Oostenrijk, Slovenië, Zwitserland |